# Galleria Estense
La Galleria Estense (en français : Galerie Estense) est une galerie d'art de Modène (Émilie-Romagne - Italie), centrée autour de la collection de la dynastie d'Este, chefs d'État de Ferrare, Modène et Reggio de 1289 à 1796. Elle se situe au quatrième étage du Palazzo dei Musei, sur la piazza Sant'Agostino. Parmi les œuvres exposées, on y trouve une gamme éclectique d'objets d'arts conçues par des artistes notables ainsi que locaux. Ces œuvres datent du XIVe au XVIIIe siècle, y compris fresques et peintures à l'huile ; sculptures en marbre ; sculptures en terre cuite et polychromatiques et instruments de musique ainsi qu'une collection de pièces de monnaie, raretés et antiquités décoratives.
Ouverte au public en 1854 par le dernier duc François V de Modène, la galerie a déménagé en 1894 de son ancien adresse au Palazzo Ducale. Elle fait partie depuis 2014 des Galeries Estensi, une collection de musées indépendants groupant la bibliothèque de l'Université Estense et le musée lapidaire (it) à Modène, le Palais ducal de Sassuolo (en) et la Pinacothèque Nationale de Ferrare.

## Collection
La galerie Estense se compose de seize salles d'exposition et de quatre grands salons, disposés de manière thématique. Parmi les œuvres exposés, on y trouve une gamme éclectique d'objets d'arts conçues par artistes notables ainsi que locaux. Bien qu'elle cible pour la plupart des peintres italiens, elle comprend également un petit nombre de travaux d'origine orientale.
Chaque parcours est marqué de traits emblématiques de la collection, commençant avec le Buste de François Ier d'Este en marbre blanc du Bernin, suivi par des sculptures en terre cuite de Begarelli, un portrait de Velázquez du même duc, probablement le plus généreux mécène d'Este, puis des fresques de Lelio Orsi et enfin le Crucifix de Reni.
Parmi les objets de décoration notables, on y trouve la harpe Estense (148 cm de hauteur). Instrument de musique rare, réalisé entièrement à la main, fruit de la collaboration de cinq artistes ferrarais et flamands : Giacometti, Marescotti, Bastarolo, Rosselli et Lamberti. Elle figure sur les billets de banque italiens de 1 000 lires de 1961 à 1981. La galerie abrite également une Vierge à l'Enfant et un Télamon du sculpteur modenais Wiligelmo, une crèche corallienne du XVIIIe siècle et une nature morte en bois célébrant l'ascension du roi d'Angleterre Jacques II.

### Histoire

#### César d'Este
En 1598, Ferrare passe sous la coupole du pape Clément VIII, de fait la capitale du duché est transférée à Modène. Le duc César d'Este emporte son héritage d'objets rares et précieux. Quant aux œuvres restantes à Ferrare, il fait don d'une grande partie de la collection afin de s'attirer les bonnes grâces des personnalités politiques influentes, notamment le Cardinal Borghese et l'empereur autrichien.

#### FrançoisIerd'Este
François Ier d'Este, successeur d'Alphonse III, était un homme de grandes ambitions. Il voulait absolument regagner Férrare et rétablir l'atmosphère artistique caractéristique de la cour ferraraise. Envisageant la construction d'une résidence ducale imposante, il confie le projet à Bartolomeo Avanzini.
Lors d'un voyage diplomatique en Espagne, François fait peindre son portrait par Diego Vélasquez, devenu le trésor de la collection Estense comme un portrait de marbre exécuté par le Bernin, placé à l'entrée de la galerie.
Des œuvres de valeur offertes ou achetées par le duc comme les peintures de Paul Véronèse, Salvator Rosa, Hans Holbein et un autre buste en marbre de Bernini ont rejoint la collection pendant cette époque.
François commence à s'approprier les peintures des églises et des monastères du duché remplacées par des copies. C'est ainsi que les œuvres de Corrège, Parmigianino et Cima da Conegliano ont rejoint la collection.

#### Les successeurs de FrançoisIer
Le fils de François, Alphonse IV d'Este, est le premier à ouvrir la galerie au public. Son épouse, Laure Martinozzi, petite-fille du Cardinal Mazarin, devenue régente du duché à la mort de son mari, son fils, François IIe d'Este, n'ayant que deux ans. La duchesse n'a pas contribué aux achats de la galerie, se consacrant principalement aux œuvres de bienfaisance et à la construction d'églises et de couvents, en vue de restaurer l'État gravement touché par l'épidémie de peste et par la Guerre de Trente Ans.
François II décidé de vendre les plus belles pièces de la collection à Auguste III de Pologne pour la somme de 100 000 zecchini vénitiens, à l'époque l'équivalent d'environ 650 kg d'or. Ainsi, en juillet 1746, des œuvres de Jules Romain, Andrea del Sarto, Rubens, Velázquez, Holbein, Titien, Parmigianino, Corrège, Guerchin, Guido Reni, Carracci et de nombreux autres embarquèrent pour Dresde. Ces œuvres sont exposées à la Gemäldegalerie,.
Hercule IIIe et son prédécesseur, François IIIe, ont utilisé la même méthode de pillage qu'avait utilisée François Ier pour soutenir la galerie dépouillant les églises du duché (Carpi, Reggio, Modène) de leur art ainsi qu'en élevant des impôts. C’est le cas, par exemple, pour les fresques de Nicolò dell'Abbate, détachées des murs de la Rocca di Scandiano.

#### La parenthèse napoléonienne
Charles de Brosses a décrit la collection comme « sans conteste la plus belle d'Italie », attirant l'attention de Napoléon. À l'armistice de Cherasco, il décide que vingt des peintures Estensi rejoindront Paris en tant que récompense pour les coûts de guerre supportés pendant sa campagne italienne de 1796 à 1815, chiffre porté à soixante-dix. Cette période marque le pillage le plus important des archives Este de Modène.
Le 14 octobre 1796, Napoléon se rend à Modène accompagné de deux commissaires, Pierre-Anselme Garrau et Antoine Christophe Saliceti prélevant des œuvres, des camées en émail doré et des pierres semi-précieuses gravées, destinées au Louvre ou pour leur compte personnel. Certains tableaux ont été offerts à l'Académie des Beaux-Arts de Modène pour des raisons didactiques, mais la vaste majorité de la collection a été transportée à Paris. Les œuvres concernées sont du Corrège, Parmigianino, Jules Romain, Perin del Vaga, les frères Carracci, mais aussi La Calomnie d'Apelle de Botticelli et Le Jugement de Salomon de l’atelier de Mantegna. Il reste environ 700 tableaux à Modène.
Le 17 octobre, 94 volumes composés de manuscrits et codecs anciens sont prélevés de la bibliothèque ducale et envoyés à la Bibliothèque Nationale à Pairs. La Bibliothèque reçoit aussi 900 pièces impériales en bronze, dont 124 d'origine romaines ; 10 en argent ; 31 incisés ; 44 d'origine grecque et 103 pièces pontificales.
Napoléon prend pour son compte deux éditions des Commentaires sur la guerre des Gaules de Jules César. Joséphine lors de son séjour au palais en février 1797 réquisitionne environ deux cents pièces supplémentaires.
De nombreuses peintures de l'école émilienne, comme le retable du Guerchin avec les saints patrons de Modène (1651), Saint Paul (1644), ainsi que La Purification de la Vierge de Guido Reni, La Vierge apparaît aux Saints Luc et Catherine (1592) d'Annibale Carracci, Le Rêve de Job (1593) de Lodovico Cigoli, La Moquerie du Christ de Giambologna et d'autres ne sont jamais revenus. Plus de 1 300 tableaux de la collection d'Este ont rejoint le Louvre.

#### Restauration
Lors de son exil à Trévise, Hercule III essaye de remédier au pillage napoléonien. Avec la restauration du duc François IV de Modène, de nombreux ouvrages sont récupérés. Seules 21 peintures d'origine Estense sont revenues à Modène, accompagnés de deux nouvelles peintures acquises en tant que rémunération par Charles Le Brun.
Face au déclin du statut de l'Église nait une tendance chez les ducs de collectionner des œuvres d'art comme moyen de défendre l'autorité locale de la noblesse. François IV apporte à la galerie des œuvres venant de villes voisines par le pillage d’églises. En 1822, la collection de marquis Tommaso degli Obizzi, avec les œuvres de Barnaba da Modena, Apollonio di Giovanni, Bartolomeo Bonascia et Francesco Bianchi rejoint la galerie. Son fils François V fait de nouveaux achats pour la galerie qui est ouverte au public.

#### Depuis 1859
La ligne Este prend fin lors de l'unification de l'Italie en 1859.
Pendant la transition, il y a eu des pertes et des vols. Luigi Carlo Farini, dictateur des provinces Modenese pour le gouvernement de la Savoie, a été accusé de s'être emparé d'objets du palais ducal.
En 1879, le palais devient le siège de l'Académie militaire, la galerie déménageant au palais du XVIIIe siècle construit par François III, connu sous le nom du Palazzo dei Musei, dans lequel se situe aussi le musée lapidaire Estense, le musée civique, les archives au rez-de-chaussée et au troisième étage la Bibliothèque Estense.
L'itinéraire de la galerie a subi plusieurs réaménagements au fil des ans. Un changement récent a eu lieu après le séisme de mai 2012. Après une période de rénovation de trois ans, il a été rouvert au public en 2015. Des œuvres inédites ont été récupérées, des nouveaux éclairages, un microclimat favorisant la conservation des objets exposés et des écrans numériques ont été installés.

## Liste des collections
- Buste de sainte Monique de Niccolò dell'Arca
- Scène de la Nativité avec deux sages-femmes de Pellegrino Aretusi
- Tancré baptise Clorinda de Sisto Badalocchio
- Sculptures en terre cuite d'Antonio Begarelli
- Buste de François Ier d'Este de Bernin
- Crucifixion et Annonciation de Francesco Bianchi
- Pietà avec des emblèmes de la Passion de Bartolomeo Bonascia
- Vierge à l'Enfant de l'école de Sandro Botticelli
- Adoration de l'Enfant de Francesco Botticini
- Saint Christophe d'Albert Bouts
- Miniatures de Anna Campori
- Miniature gravée de Rosalba Carriera
- Vierge et l'Enfant avec sainte Anne de Joos van Cleve
- Lamentation avec saint François et saint Bernardin de Cima da Congeliano
- Le Dauphin Henri par Corneille de Lyon.
- Portrait de François Ier roi de France par Corneille de Lyon.
- Madone Campori et autres de Corrège
- Scène de Nativité de Battista Dossi
- Le Bouffon ; panneaux venant du plafond de la chambre Alphonse d'Este ; Ercole d'Este et d'autres de Dosso Dossi
- Triptyque de Modène du Greco
- Hercule à cheval de Bertoldo di Giovanni.
- Vierge à l'Enfant de Jan Mabuse.
- Guitare et clavecin en marbre de Carrare de Michele Antonio Grandi.
- Martyre de saint Pierre, Vénus, Mars et l'Amour et d'autres du Guerchin.
- Portrait du poète Fulvio Testi de Ludovico Lana.
- Moïse défend les filles de Jéthro; Le mariage de Moïse et de Zipporah de Charles Le Brun.
- Lucretia, Brutus and Collatinus de Gian-Francesco de Maineri.
- Henri IV à Canossa et d'autres portraits de Adeodato Malatesta.
- Polyptyques portables de Tommaso et Barnaba da Modena.
- Martyre de sainte Catherine de Lelio Orsi.
- Vierge à l'Enfant de Domenico Panetti.
- Paysages attribués à Antonio Francesco Peruzzini.
- Portrait féminin (La Perla) de Raphaël
- Christ en croix de Guido Reni.
- L'Extase de saint François, Le Voyant de Leonello Spada.
- Scènes des Métamorphoses d'Ovide du Tintoret.
- Saint Antoine de Padoue de Cosmè Tura.
- Adoration des mages de Palma le Vieux.
- Portrait de François Ier d'Este de Diego Vélasquez.
- Panneaux pour l'orgue de l'église San Geminiano de Paul Véronèse.
- La Danse des heures de Giuseppe Zattera.
- Une collection de fresques venant de l'appartement de Virginie de Médicis au Palazzo dei Diamanti des frères Carracci, de la Rocca dei Boiardo (it) à Scandiano de Nicolò dell'Abbate, de la Rocca di Novellara (it) de Lelio Orsi.

## Galerie

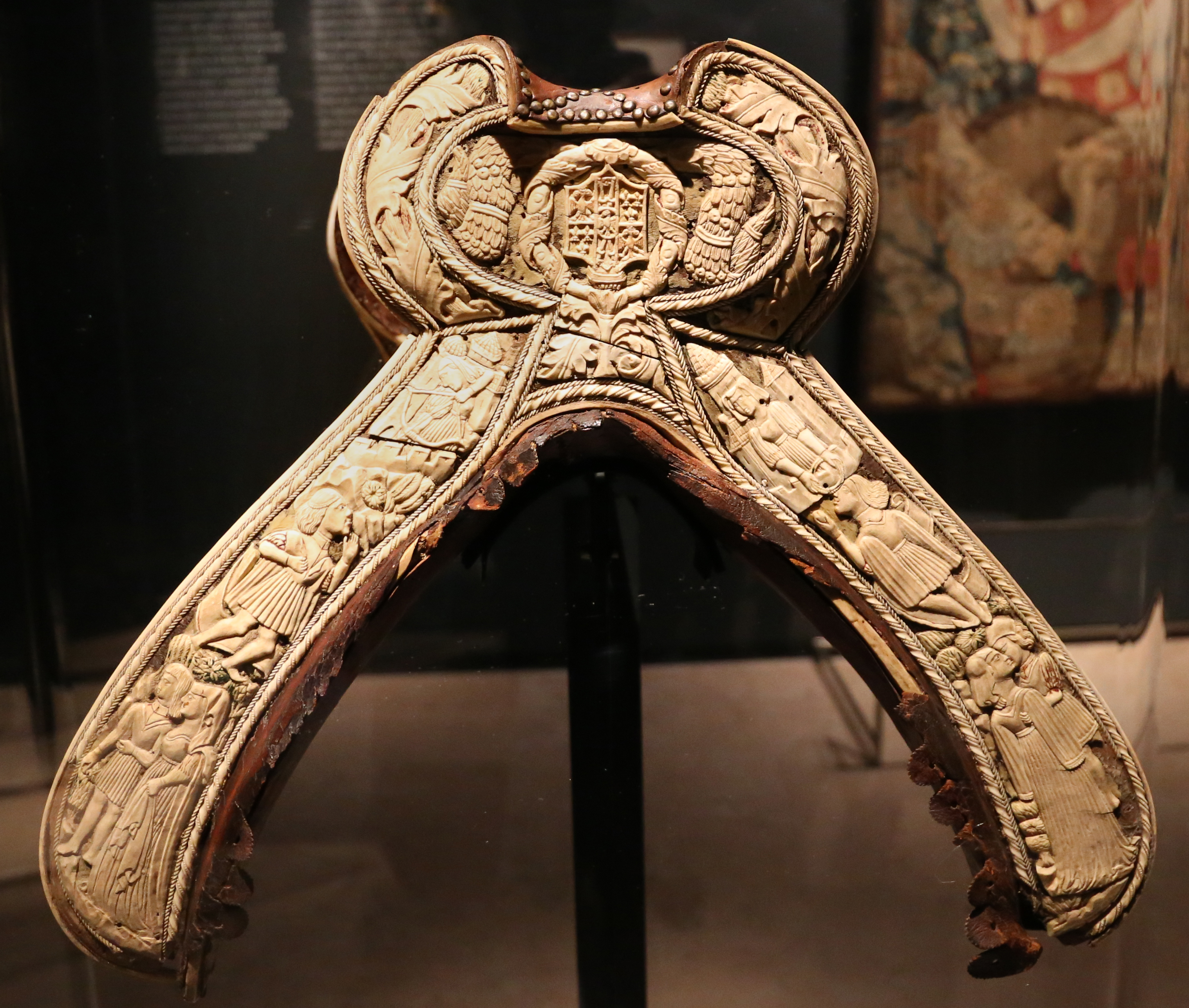
Selle de parade, 1470-80.
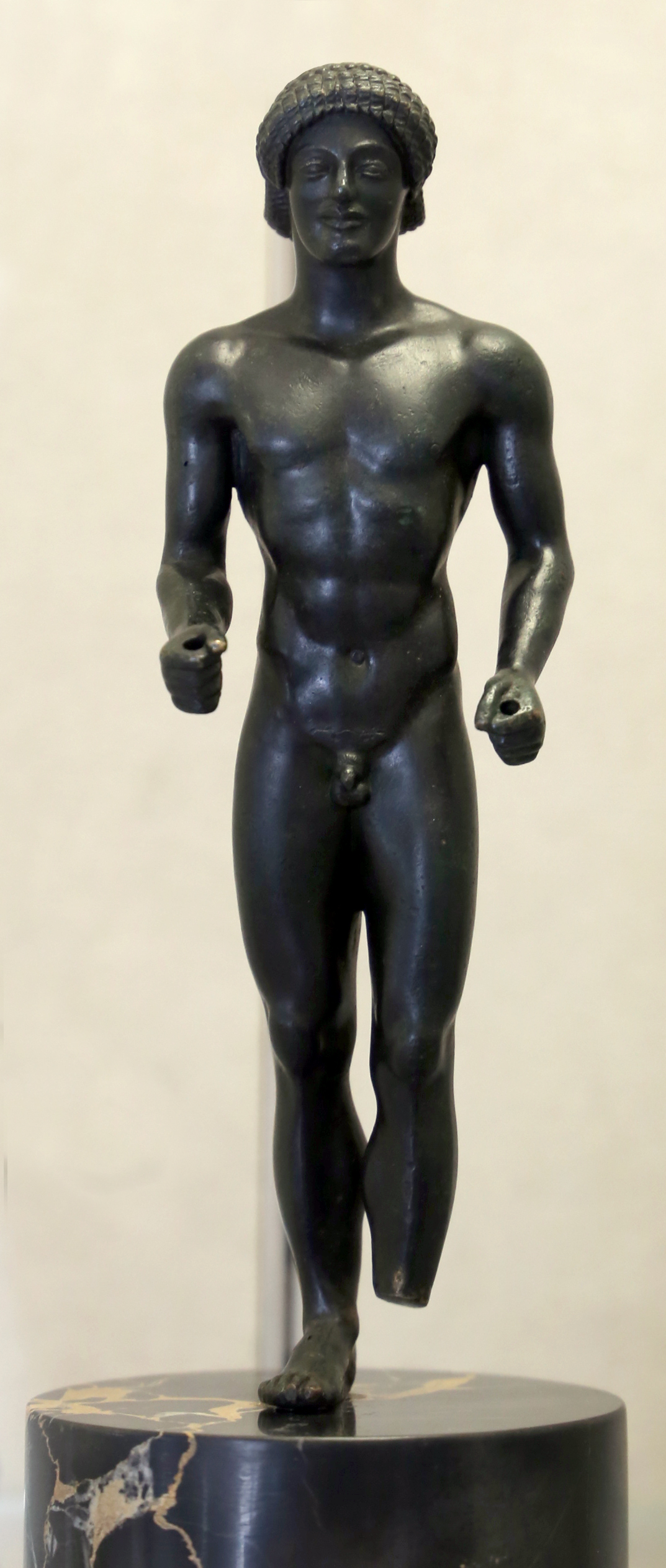
Kouros, début du Ve siècle av. J.-C.
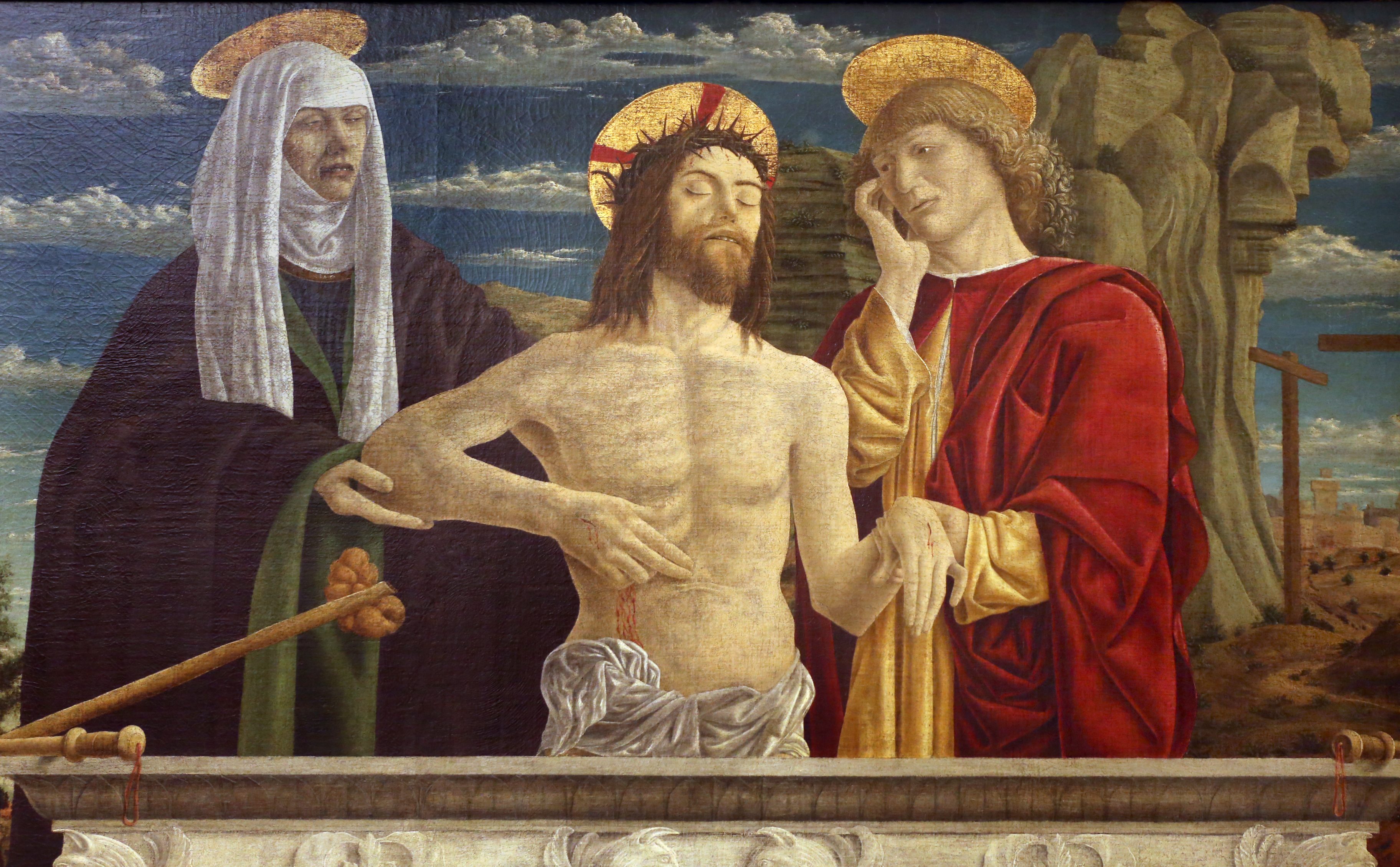
Bartolomeo Bonascia, Pietà, 1475-95
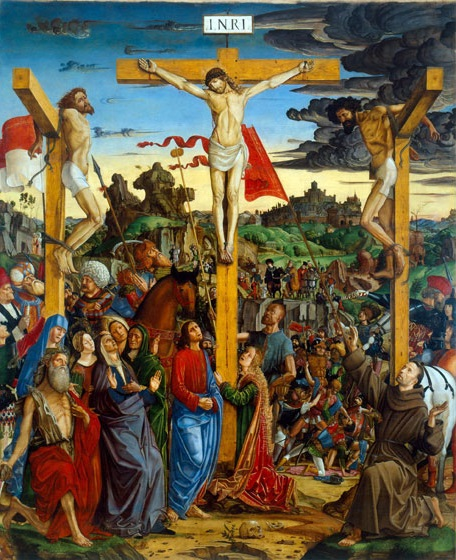
Francesco Bianchi Ferrari, Crucifixion, 1485-90.
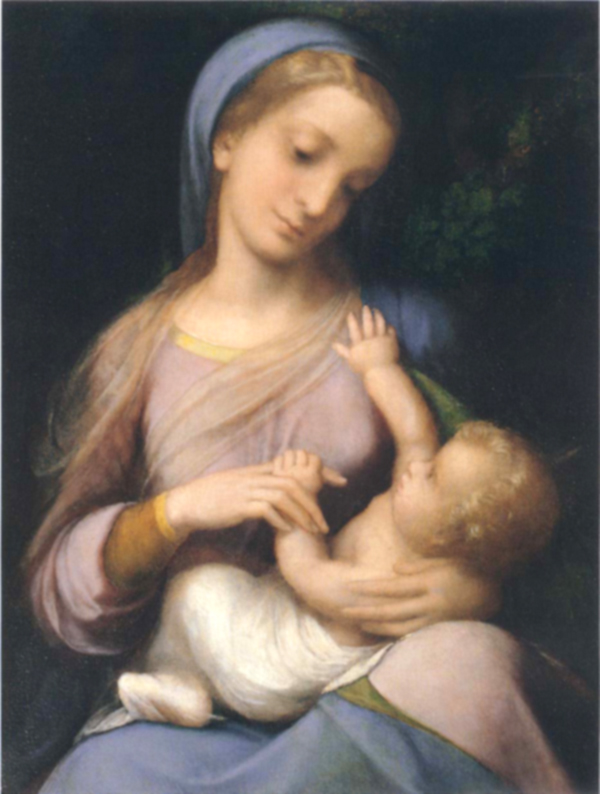
Le Corrège, Madone Campori, 1517-1518.
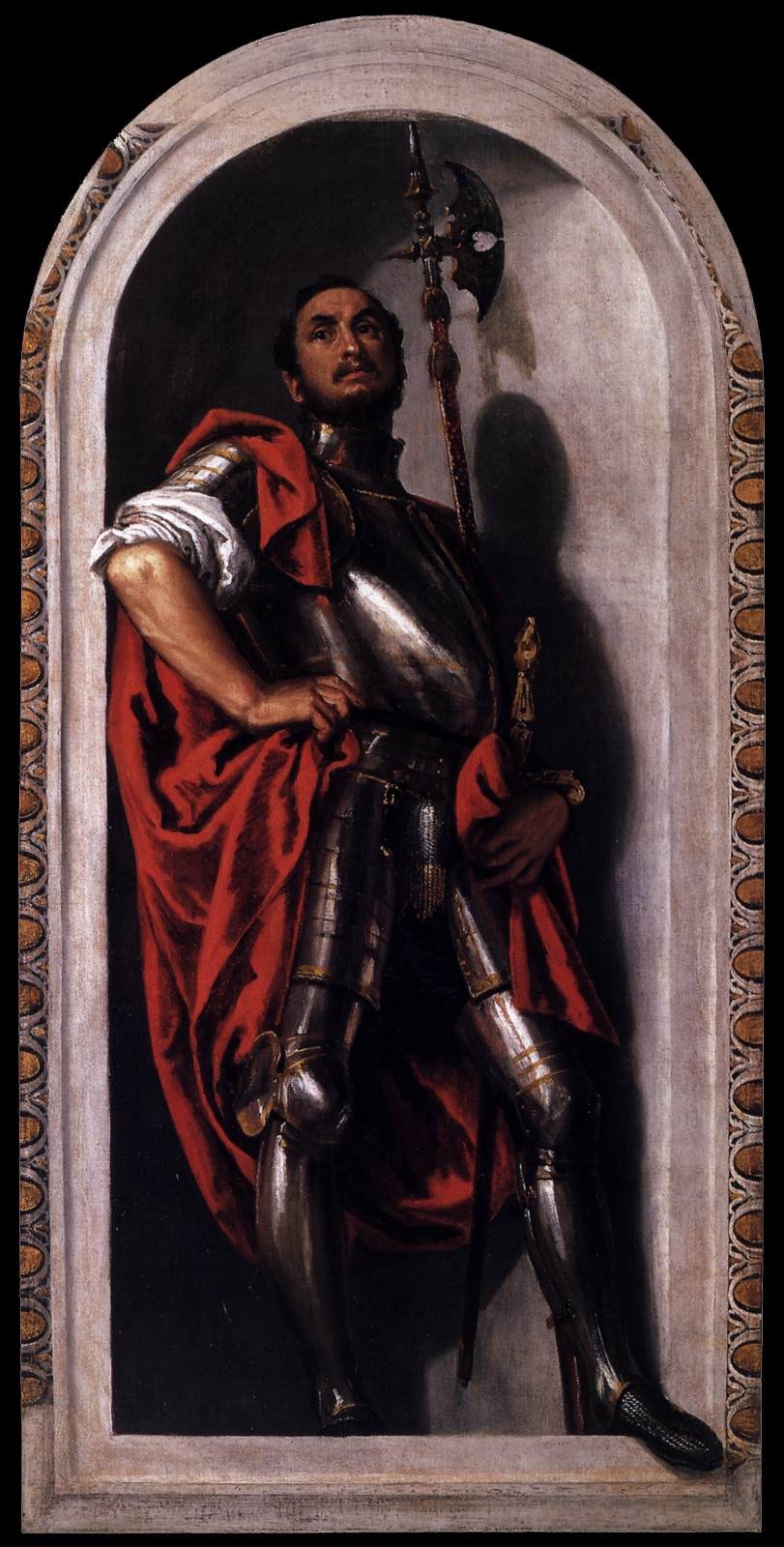
Paul Véronèse, Saint Menna, 1558-1561.
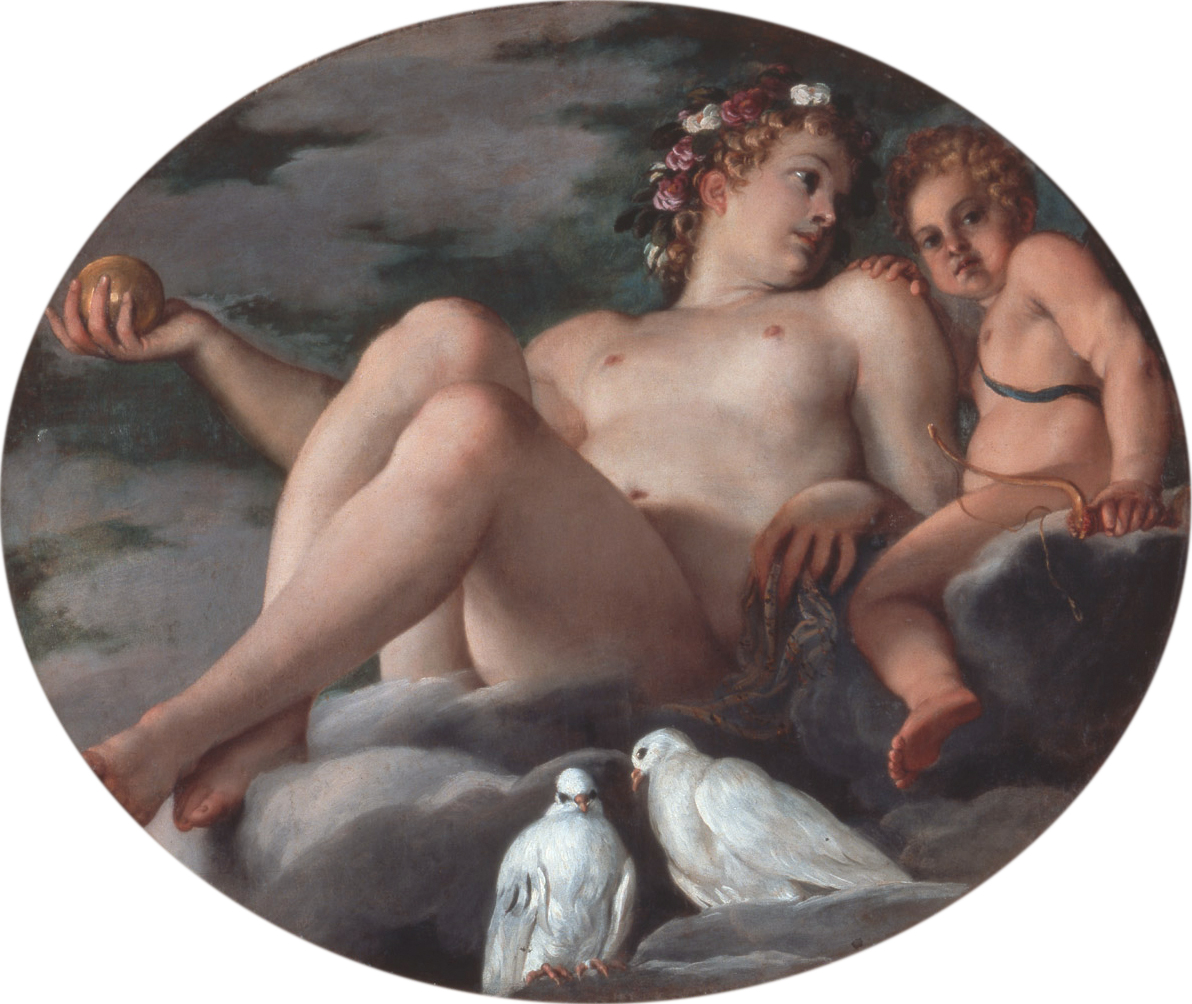
Annibale Carracci, Vénus et Cupidon, 1592.
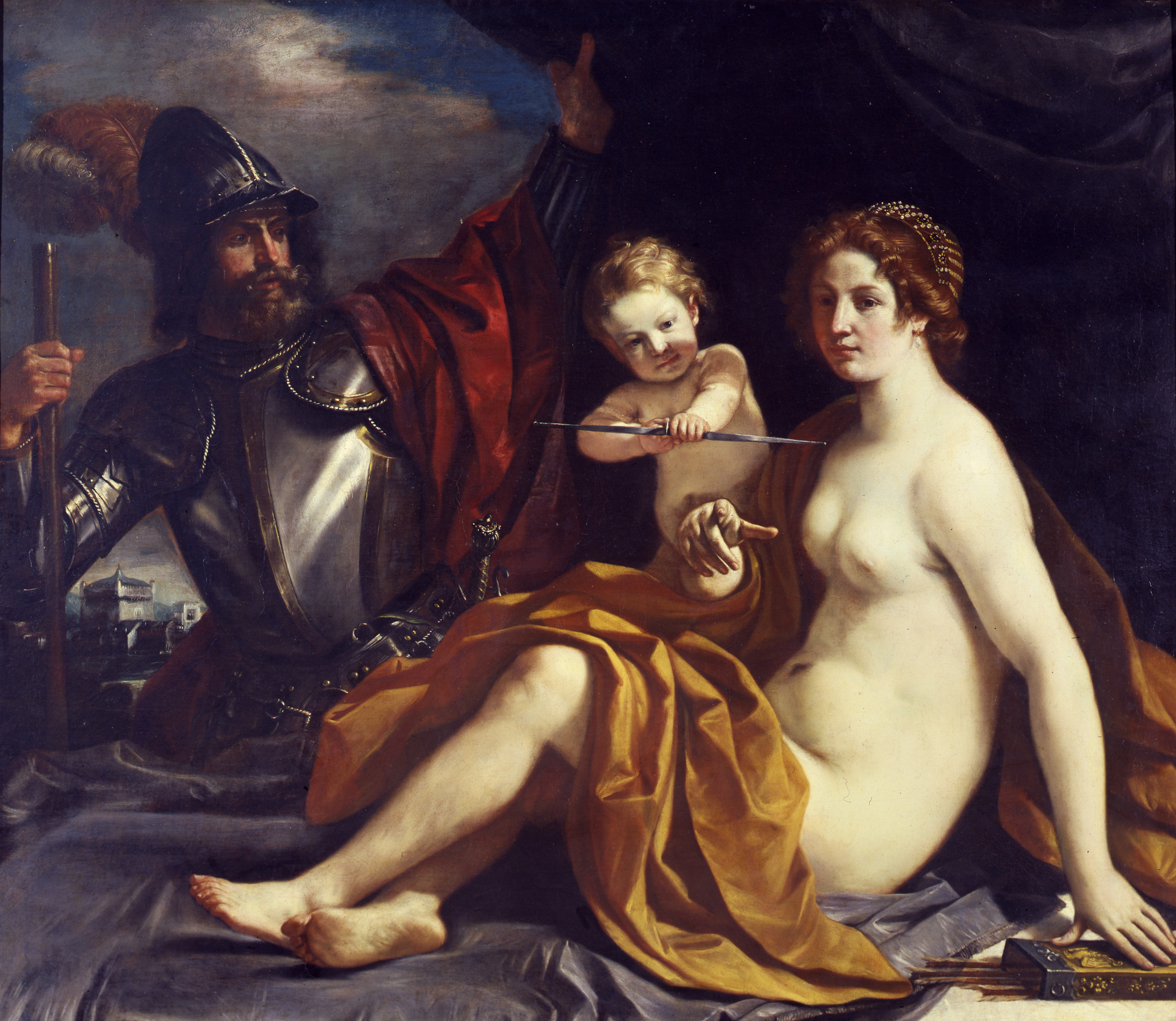
Le Guerchin, Vénus, Mars et l'Amour, 1633.
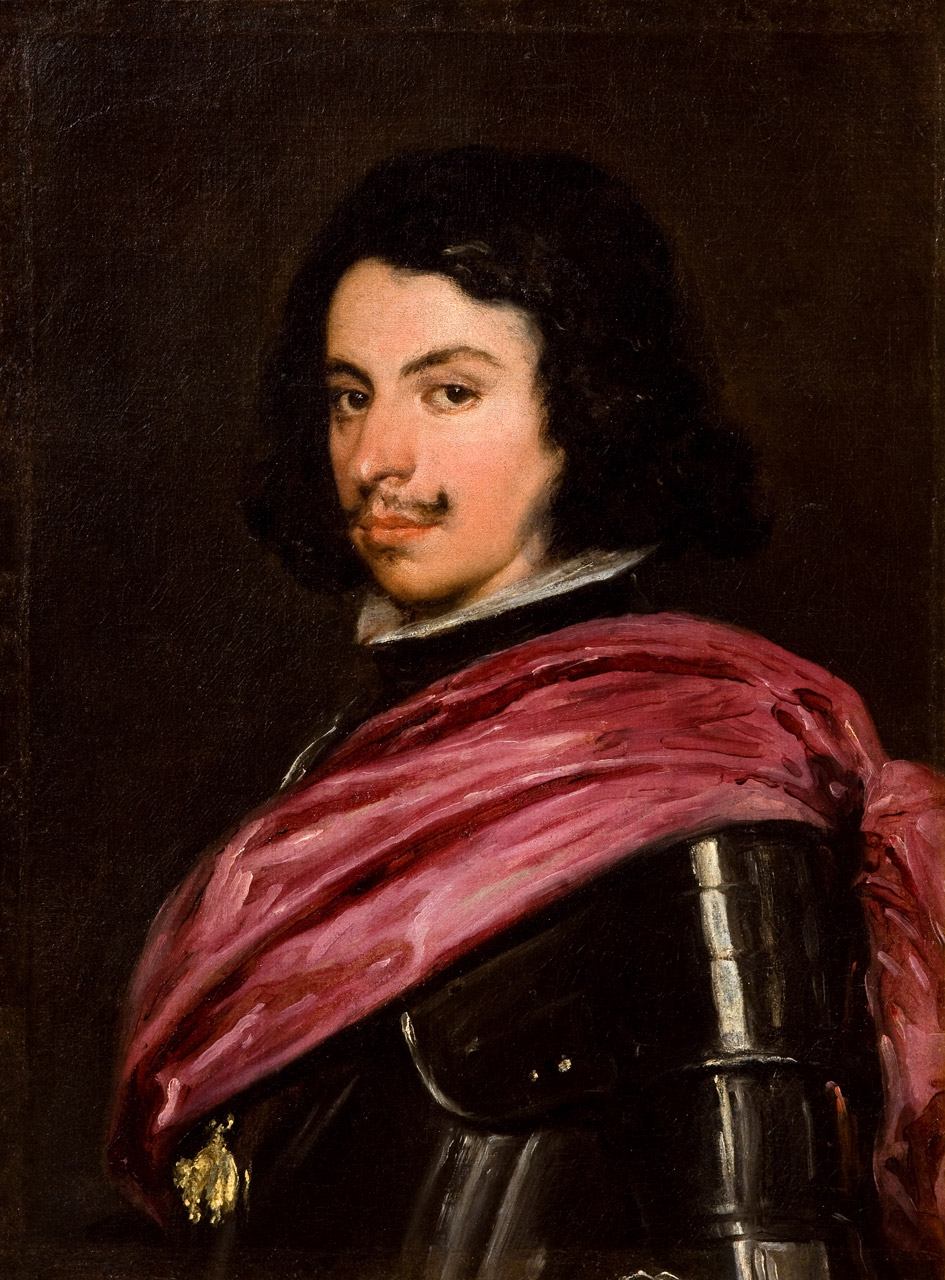
Diego Velázquez, Portrait de François Ier d'Este, 1638.
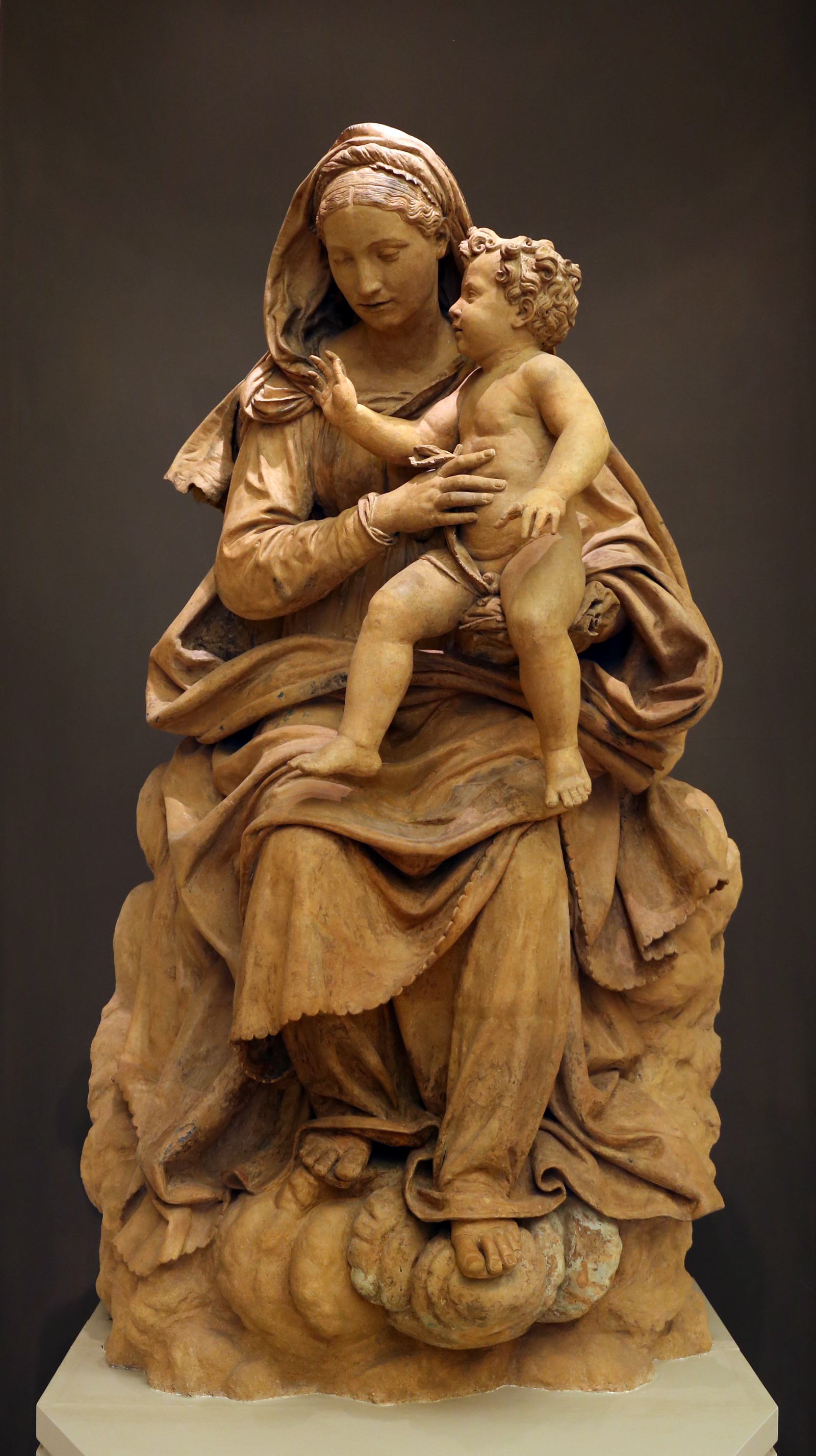
Antonio Begarelli, Vierge à l'Enfant, V.1535.
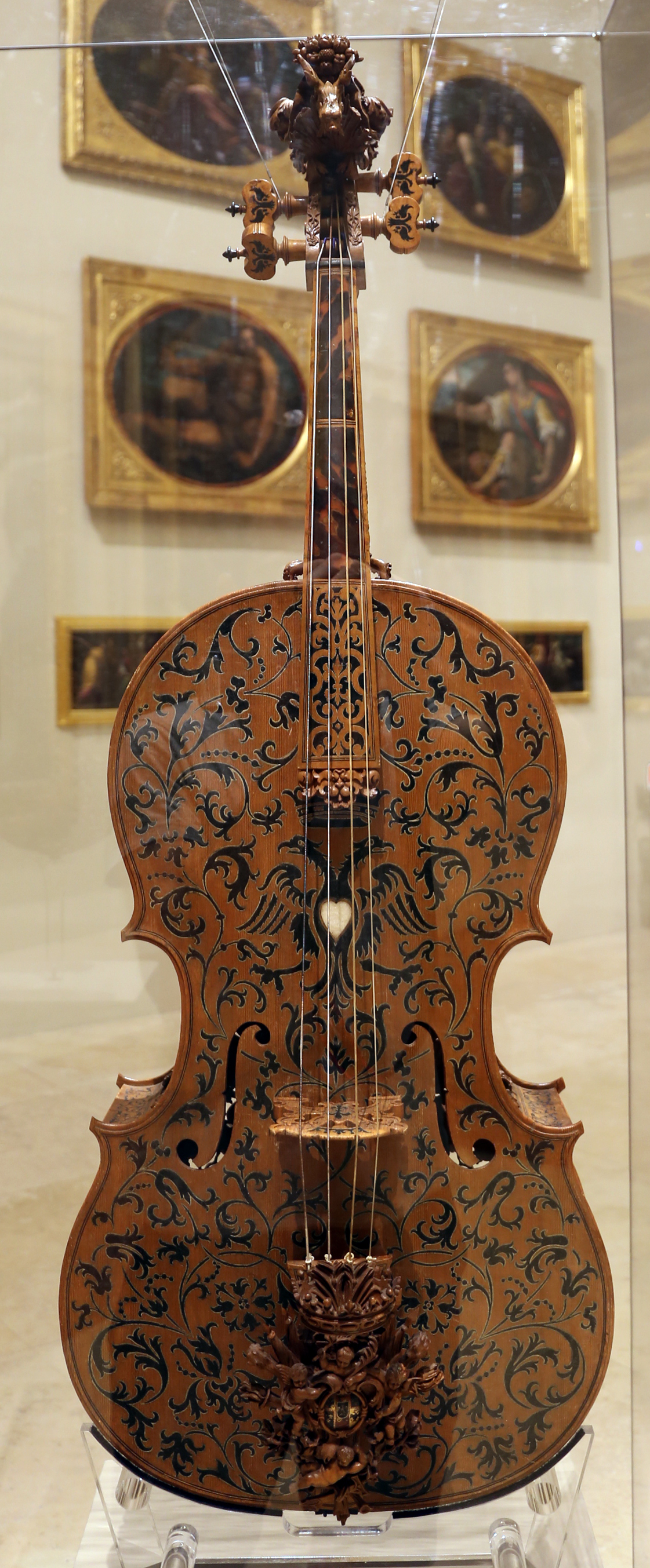
Domenico Galli, Violoncelle, 1691.
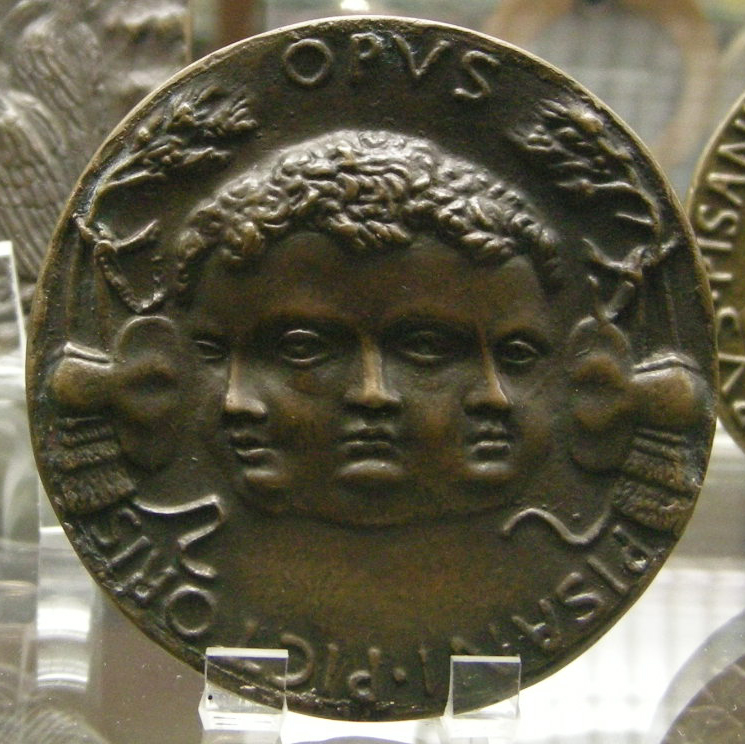
Pisanello, Médaille Leonello d'Este, v.1440.
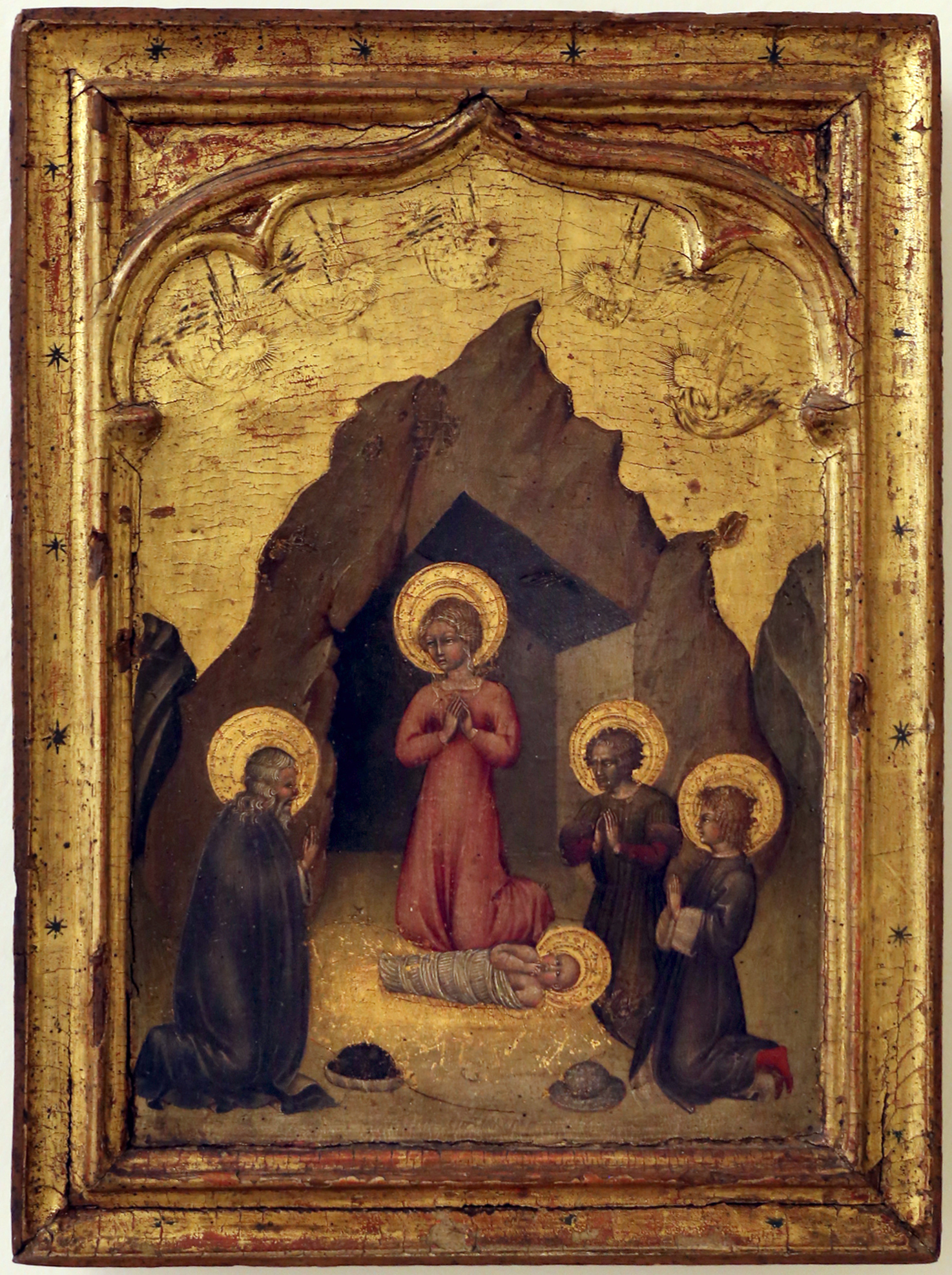
Giovanni di Paolo, Adoration de l'Enfant, v.1430-40.
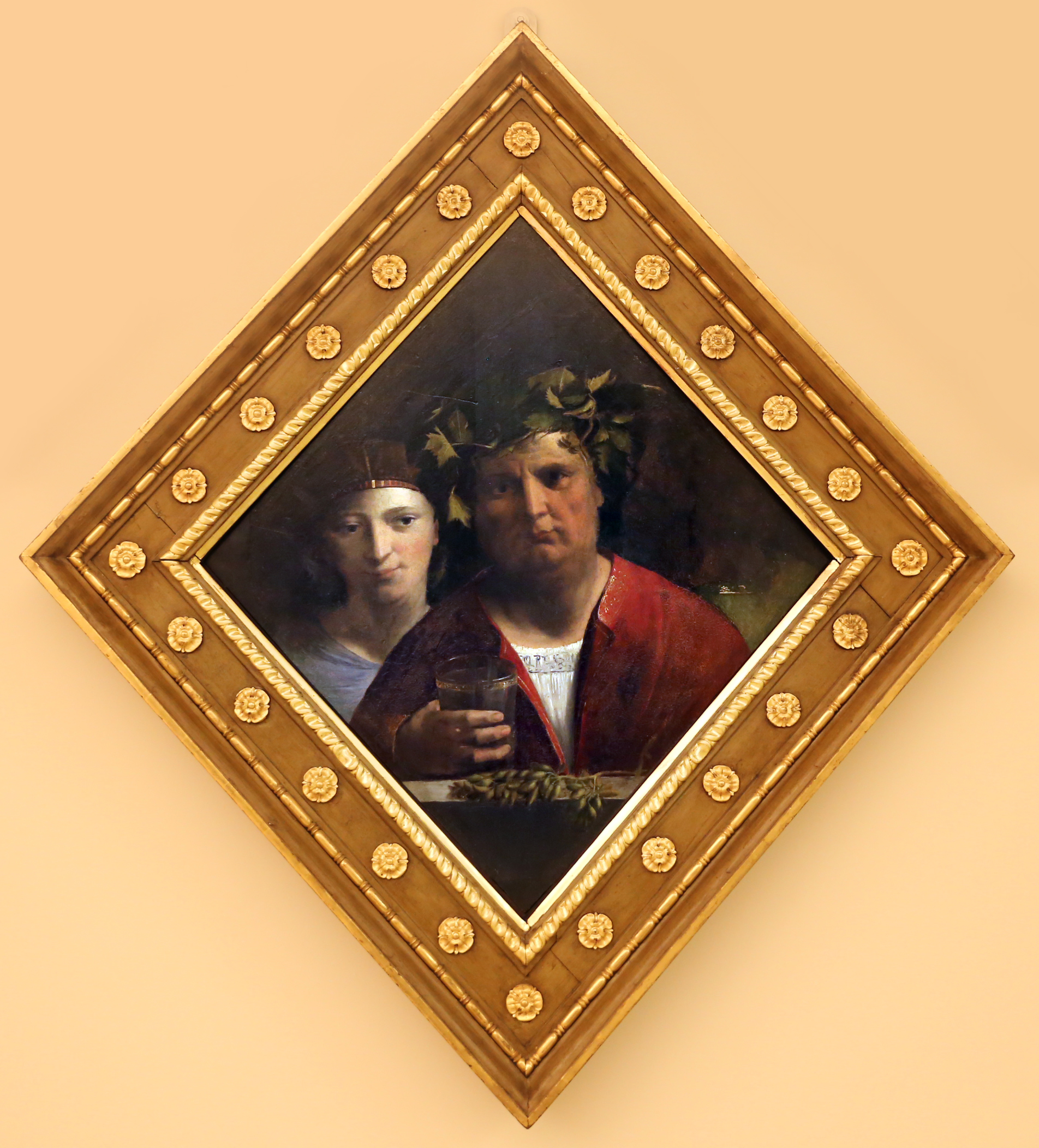
Dosso Dossi, Plafond de la chambre d'Alfonphe Ier, 1520-1522.
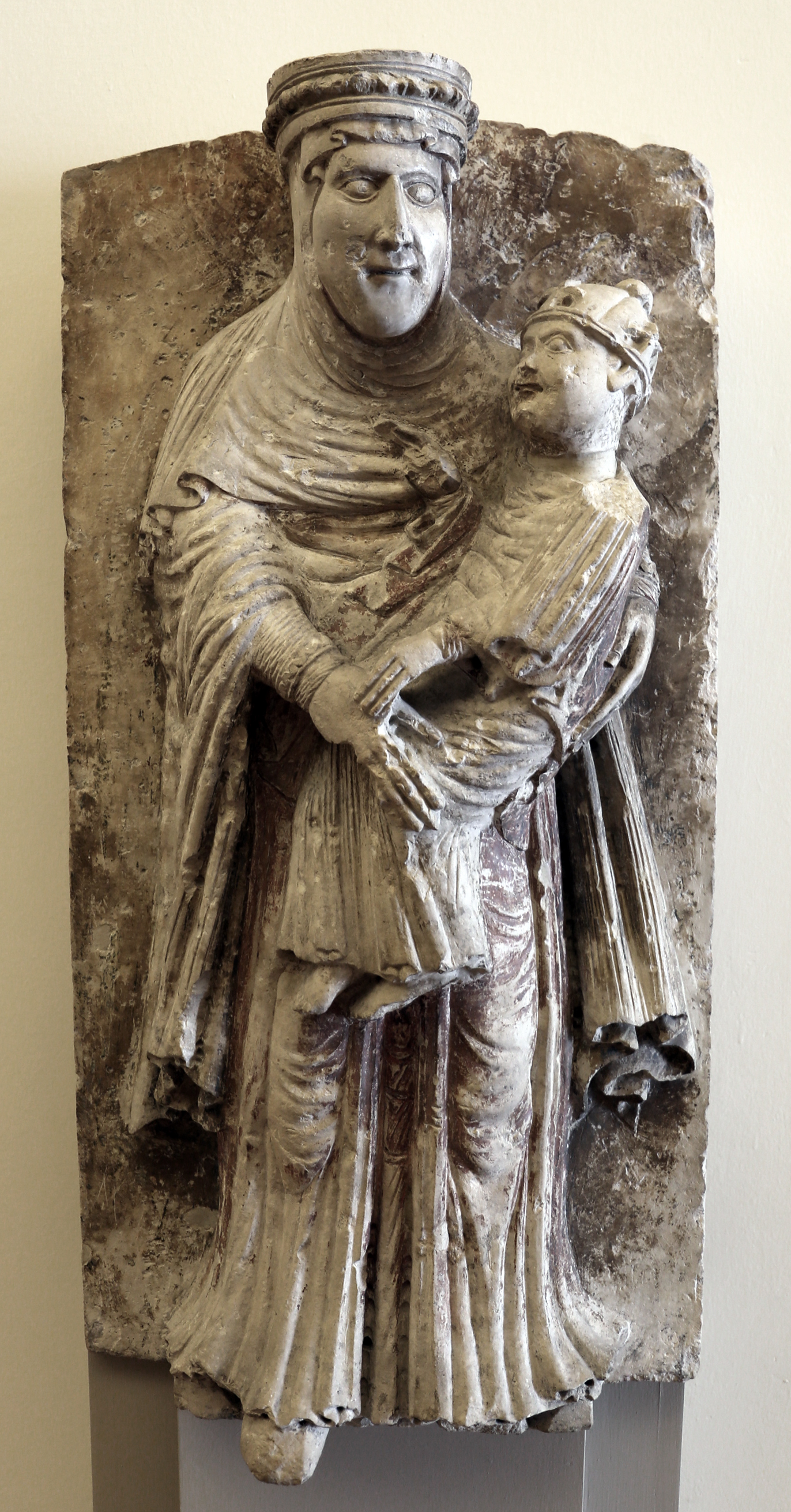
Vierge à l'Enfant, Wiligelmo, v.1100-20.
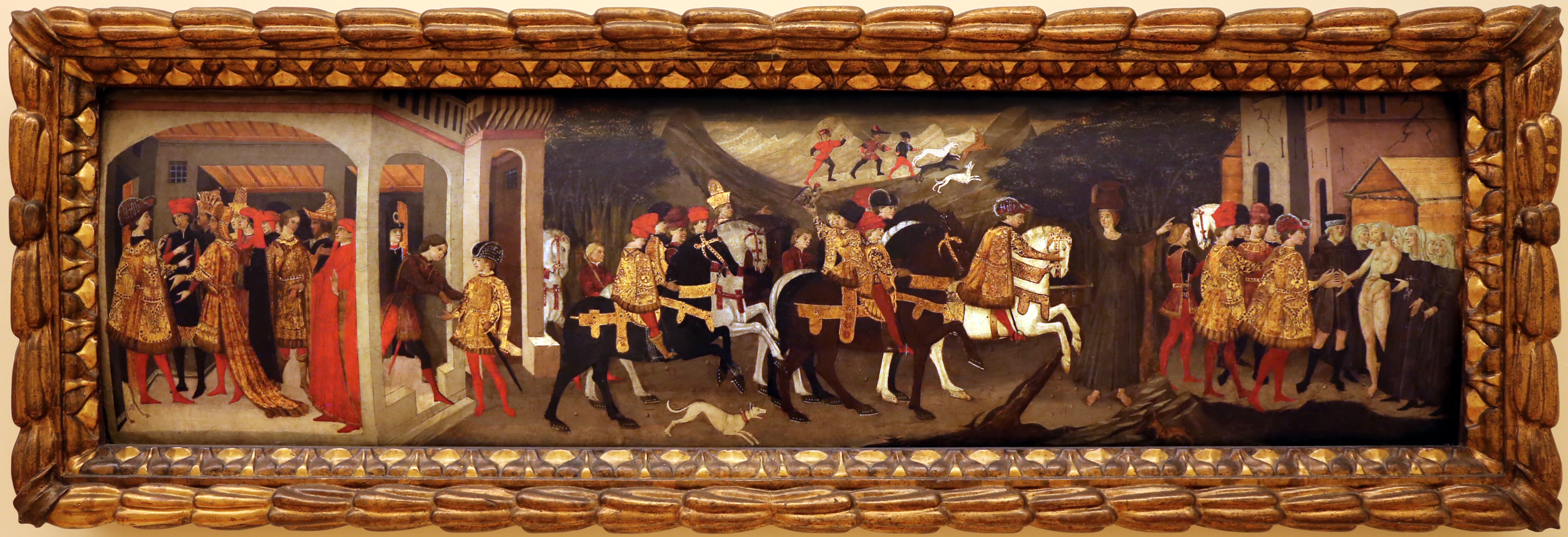
Le Conte de Griselda, Apollonio di Giovanni, v.1440.
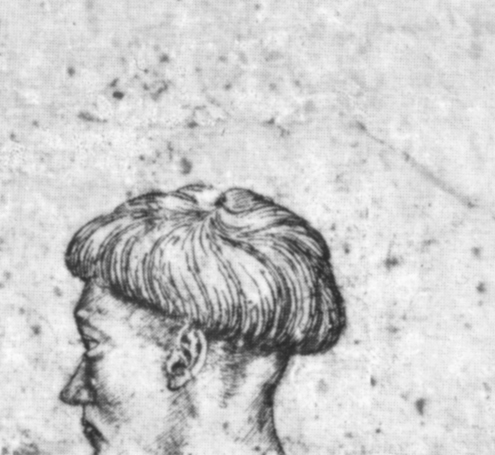
Portrait (?), Pisanello, v.1302.

## Sources
- (en) Cet article est partiellement ou en totalité issu de l’article de Wikipédia en anglais intitulé « Galleria Estense » (voir la liste des auteurs).